# Tempel van Juno Moneta
De Tempel van Juno Moneta (Latijn:Aedes Iunonis Monetae) was een tempel ter ere van de godin Juno in het oude Rome.

## Geschiedenis
Volgens de overlevering beloofde de legendarische dictator Marcus Furius Camillus de bouw van de tempel aan Juno tijdens de oorlog tegen de Aurunci in 345 v.Chr. De oorlog werd gewonnen en de tempel werd een jaar later gebouwd op de Arx, de noordelijke heuveltop van de Capitolijn. De tempel kwam op de plaats van het verwoeste huis van Marcus Manlius Capitolinus, de bekende verdediger van deze heuvel tijdens de inval van de Galliërs in 390 v.Chr. De tempel werd op 1 juni 344 v.Chr. ingewijd.
De oorsprong van de toevoeging Moneta is onduidelijk. In de oudheid werd dit in verband gebracht met het Latijnse werkwoord monere, dat waarschuwen of raadgeven betekent. Cicero schrijft dat tijdens een aardbeving de stem van Juno uit de tempel klonk en de burgers opdroeg een varken te offeren.

## Romeinse munt
In de Suda staat geschreven dat de Romeinen tijdens de oorlog met de stad Tarentum (280 - 275 v.Chr.) geld nodig hadden en dit verkregen na een advies van Juno. Uit dankbaarheid gaven ze haar het epitheton Moneta en vestigden de munt in haar tempel. Vier eeuwen lang werden de Romeinse zilveren munten hier geslagen. Onze huidige woorden munt en monetair zijn afgeleid van deze bijnaam van de godin.

## Verdwenen tempel
De munt bleef zeker tot in de tijd van Augustus in de Tempel van Juno Moneta gevestigd. Waarschijnlijk verhuisde de instelling aan het einde van de 1e eeuw naar het derde district van de stad. Na deze tijd is er geen enkele vermelding meer bekend van de tempel, die zo uit de geschiedenis verdwijnt. Het is daardoor niet bekend wat er na de 1e eeuw met het gebouw is gebeurd. Men heeft ook nooit restanten van deze ooit zo belangrijke tempel kunnen terugvinden, zelfs niet tijdens de grote werken tijdens de bouw van het Monument van Victor Emanuel II. Vermoedelijk liggen er restanten van het heiligdom direct onder de 13e-eeuwse kerk Santa Maria in Aracoeli, maar de tempel blijft een van de grootste archeologische mysteries van de stad.